# Spurn

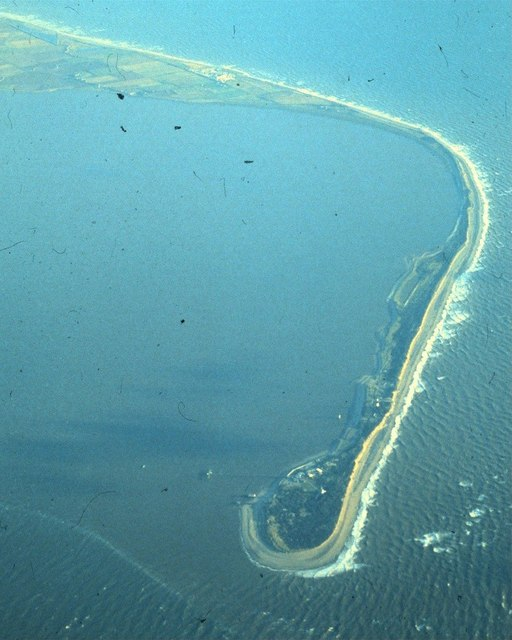
Spurn anno 1979

Spurn of ook wel Spurn Head is een schiereiland aan de Engelse oostkust in het graafschap East Yorkshire, op ongeveer 20 kilometer ten zuidoosten van Kingston upon Hull. Het gebied bestaat uit een landtong aan het uiteinde van het estuarium van de Humber en is een natuurreservaat. Spurn is zanderig en heeft twee vuurtorens; het is bijna 5 kilometer lang en op sommige plaatsen nog geen 50 meter breed. Het ligt in de civil parish Easington. Op Spurn lag tot in de 19de eeuw de tegenwoordig verzonken stad Ravenspurn.

## Overzicht
Spurn is gevormd door slibafzettingen vanuit de Humber en langs de Noordzee vanaf Flamborough Head. Het schiereiland bestrijkt bij hoogwater een oppervlakte van circa 113 hectare; 181 hectare ligt bloot bij laagwater. Sedert 1960 is het eigendom van de Yorkshire Wildlife Trust. Door erosie verdwijnt ieder jaar iets meer van Spurn in de zee. Het stadje Ravenspurn was de plaats waar Hendrik IV in 1399 aan wal ging om Richard II af te zetten en wordt ook in meerdere stukken van William Shakespeare vermeld. Hier blijft echter geen enkel spoor meer van over. Dit gebied van de oostkust van Yorkshire wordt Holderness genoemd. Aan het begin van het schiereiland ligt het gehuchtje Kilnsea; de dichtstbijzijnde grotere nederzetting is het kustplaatsje Withernsea.

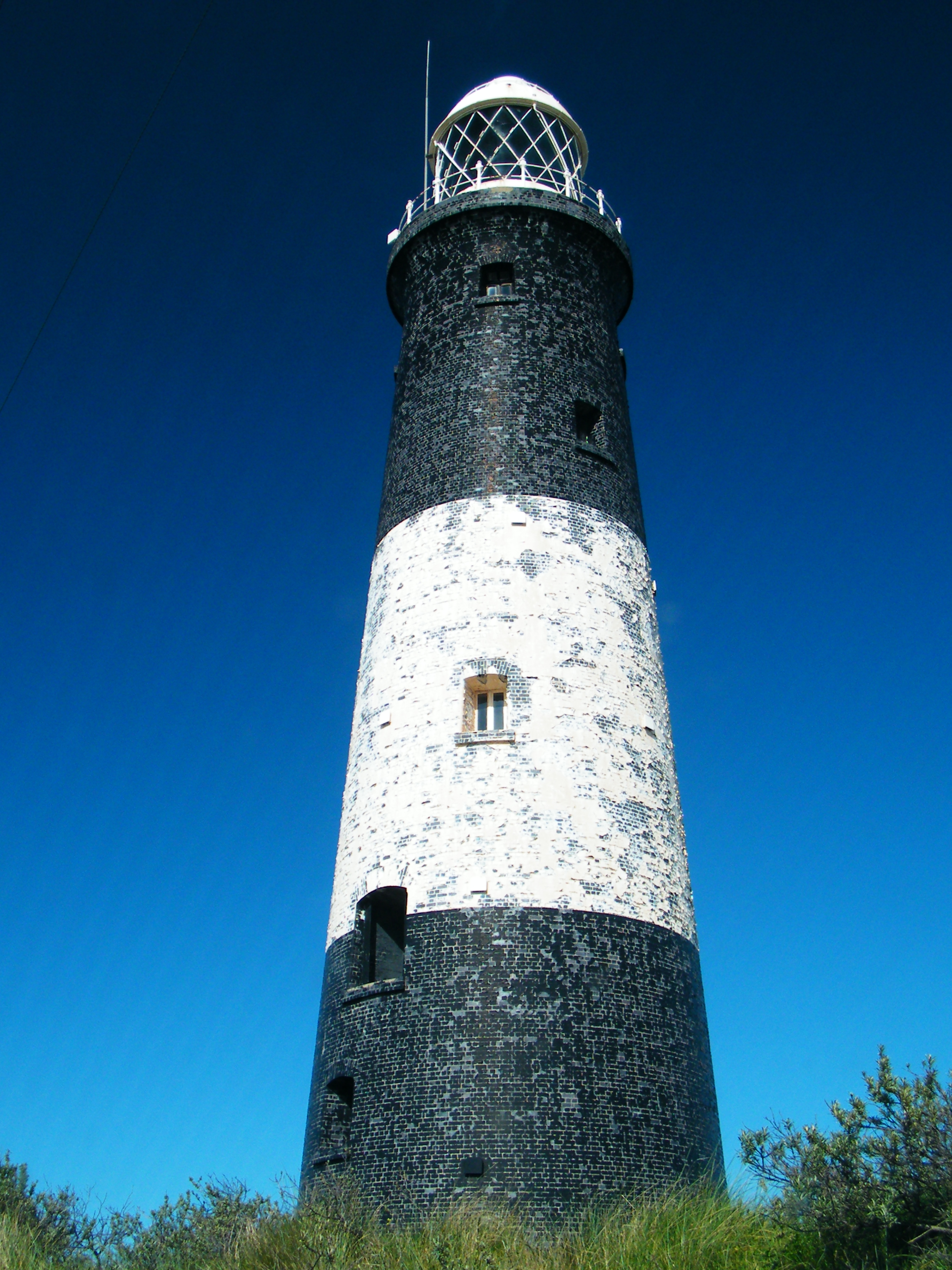
Vuurtoren van Spurn in 2012

Spurn Head beweegt zich elk jaar verder westwaarts, tegen een tempo van gemiddeld twee meter per jaar. In de 19de eeuw werden kunstmatige dijken aangelegd om het proces tegen te houden; deze verkeren heden ten dage in een vergevorderde staat van afbrokkeling en er zijn geen plannen, ze te vervangen. Naarmate de golven meer zand en slib aanvoeren, wordt normaliter de punt van het schiereiland steeds dikker, terwijl de landtong vernauwt, totdat de zee eroverheen spoelt en er geleidelijk een nieuwe landtong ontstaat; dit proces voltrekt zich gemiddeld om de 250 jaar. Volgens Dr. John Pethick van de Universiteit van Hull betreft het echter een formatie die reeds sedert het eind van de laatste ijstijd bestaat en op een morene is gegroeid.
Reeds anno 1427 werd gewag gemaakt van de aanwezigheid van een vuurtoren op Spurn. Ingenieur John Smeaton kreeg in 1767 de opdracht, twee nieuwe vuurtorens voor het schiereiland te ontwerpen; de laagste hiervan werd evenwel door de zee weggespoeld. In 1895 werden de vuurtorens door modernere exemplaren vervangen, totdat de technologische vooruitgang ze anno 1985 overbodig maakte. Er zijn echter plannen, de vuurtorens in 2015 te restaureren, waarvoor de Yorkshire Wildlife Trust een subsidie heeft ontvangen.
Tijdens de Eerste Wereldoorlog werd Spurn Head aan weerszijden militair versterkt met zwaar geschut; aan de noordelijke zijde heeft de erosie de batterij grotendeels blootgelegd, zodat deze zich nu op het strand bevindt. Begin 20ste eeuw leidde een smalspoorbaan naar Spurn; van de sporen blijven her en der nog restanten over.
Op Spurn bevindt zich tevens een reddingsstation met voltijds personeel, het enige buiten Londen. Op 5 december 2013 werd het schiereiland door een springtij getroffen, dat het smalste stuk van de landtong overspoelde; hierdoor werd Spurn tijdelijk een eiland en was de bemanning van het reddingsstation afgesneden van het vasteland. De openbaarvervoermaatschappij East Yorkshire Motor Services creëerde in 2002 buslijn 73 naar Spurn Point, bijgenaamd de Spurn Ranger. Deze dienst reed van de lente tot de herfst elke zondag vanuit Withernsea tot het uiteinde van Spurn Head. Door het springtij van 2013 is echter het wegdek grotendeels weggespoeld; een strook van ongeveer een kilometer bestaat nu alleen nog uit zand. Bijgevolg is de Spurn Rover noodgedwongen opgedoekt en kan Spurn enkel nog te voet bereikt worden. Men heeft tevens schuilhokjes geïnstalleerd voor bezoekers die door het water zijn afgesneden en op een voldoende lage ebbe moeten wachten.

## Natuur
Spurn is grotendeels begroeid met grassen uit de ammophila-familie. Het vormt een belangrijke stopplaats voor trekvogels. De oenanthe, het paapje, de gekraagde roodstaart en de vliegenvanger doen Spurn regelmatig aan; er bevindt zich in de buurt een vogelobservatorium, en wanneer de wind goed zit, kunnen op sommige dagen tot 15.000 vogels waargenomen worden. Er werden ook onder andere een wenkbrauwalbatros, een kleine sprinkhaanzanger en een Amerikaanse klifzwaluw aangetroffen.